# Axxis
Axxis est un groupe de power metal allemand, originaire de Dortmund dans le Land de Rhénanie-du-Nord-Westphalie. Axxis compte un total de 12 albums studio, un album live, un album de reprise, et un grand nombre de CD de tournées, lors de leur tournée avec Black Sabbath, de sets acoustiques au Japon, de leurs nombreux singles vinyles, ainsi que des participations à divers albums.

## Biographie

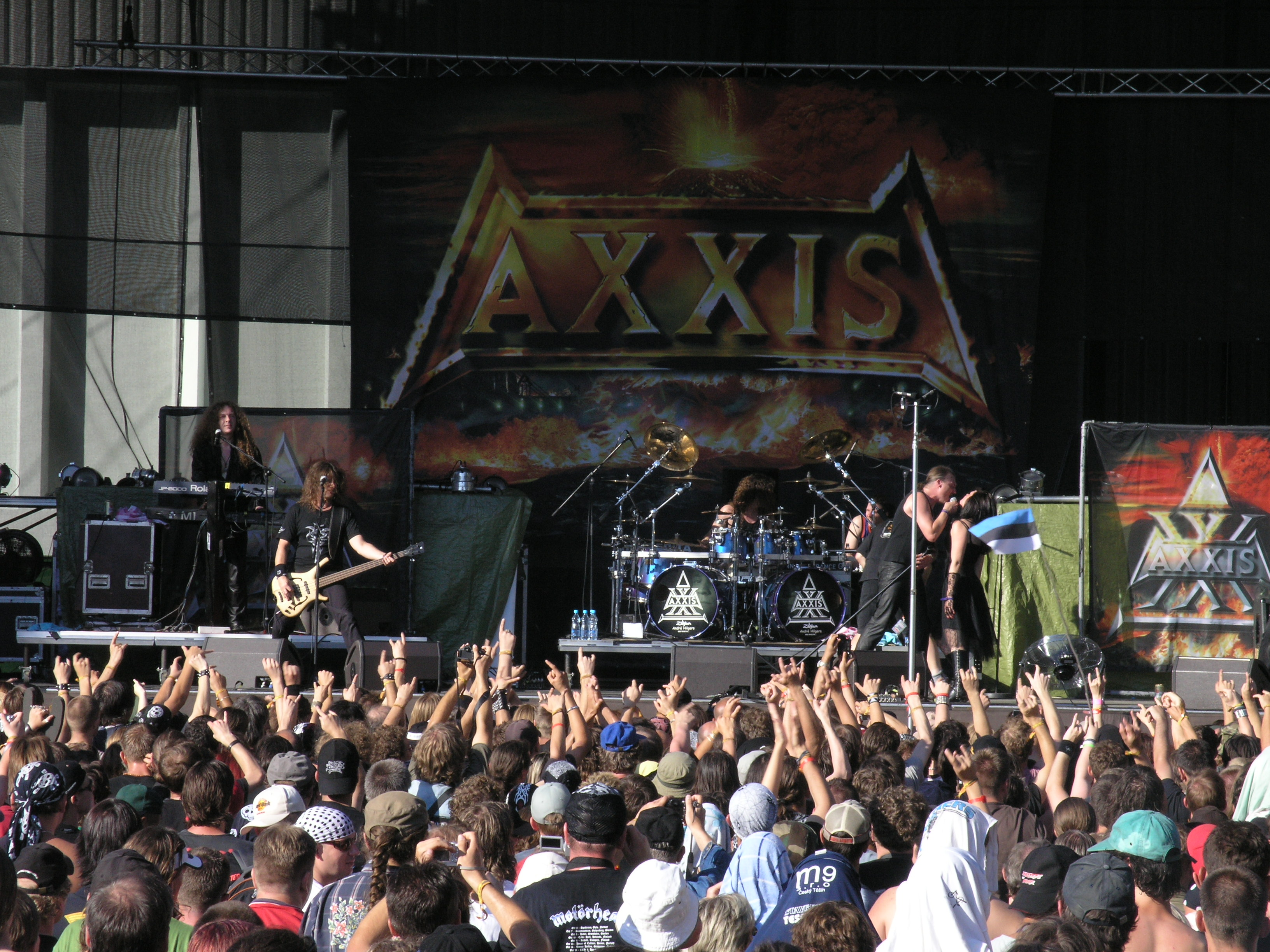
Axxis au festival Masters of Rock en 2007.

Axxis est formé en 1988 comme groupe orienté power metal, avec à sa tête le chanteur Bernhard Weiß et claviériste Harry Oellers, compositeurs et producteurs du groupe. Le groupe de Dortmund signe son premier contrat après avoir envoyé une démo d'une seule chanson en 1988 chez EMI Electrola. En 1989, Axxis gagne le cœur du public avec son premier album studio, Kingdom of the Night, qui compte 150 000 exemplaires vendus, et devient un record pour un groupe de hard rock allemand. 
Leur deuxième album, Axxis II, paru en août 1990 et produit par le label EMI Records, connaît un succès similaire, se classant à la 32e place des charts allemands et fait l'objet de critiques plutôt positives dans la presse spécialisée,,. Pour cet album, le claviériste Harry Oellers se joint au groupe.
Suit, un an plus tard, l'album live Access All Areas. The Big Thrill atteint également les classements musicaux et devient un tournant dans la vie du groupe en tant que première production internationale du groupe, produite par Joey Balin et enregistrée à Philadelphie. Ainsi, l'année suivante, le groupe entame une tournée internationale. Le Japon est une des destinations des plus enrichissantes pour le groupe. Bernhard Weiß et le guitariste Walter Pietsch donnent une série de shows acoustiques pour promouvoir la sortie de l'édition spéciale japonaise du CD Profile. L'album Matters of Survival est, quant à lui, produit en 1995 à Los Angeles par Keith Olsen (Fleetwood Mac, Whitesnake, Foreigner, Scorpions). Leur impression de Los Angeles est responsable du choix du titre de l'album. Axxis se considère plutôt comme un groupe de scène. Leur performance au célèbre Rock am Ring (plus grand festival allemand en plein air) fait très bonne impression et marque un réel temps fort de la période 1994-1996.
Découvrir de nouveaux horizons est un des principes fondamentaux d'Axxis. Le groupe suit avec les albums Voodoo Vibes, Back to the Kingdom, Collection of Power (EP sorti 2000) et Eyes of Darkness. En 2003, le groupe tourne avec Pink Cream 69. Depuis Time Machine (2004), le genre du groupe est teinté de rock progressif avec beaucoup de claviers. Axxis continue donc la course avec un son rock-heavy basique mais efficace, toujours à la recherche de leur propre style. En octobre 2006, le groupe donne plus de détails sur un best-of acoustique qu'il compte publier le 17 novembre la même année.

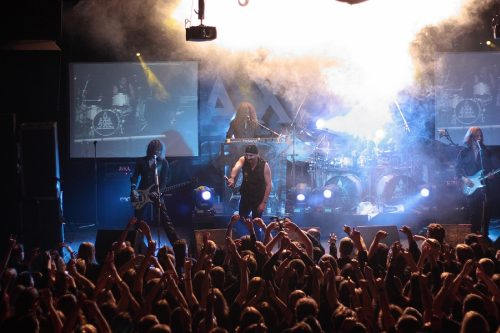
Axxis sur scène le 13 décembre 2009 au Zeche/Bochum Anniversary Show.

En juin 2008, le batteur Andr Hilgers quitte le groupe en bons termes.
En 2012, Axxis sort Rediscovered, qui est un album de reprise. Le 28 février 2014, le groupe sort l'album Kingdom of the Night II à l'occasion de ses 25 années d'existence. L'album inclut la chanson 21 Crosses, en hommage aux 21 victimes d'un incident survenu au Love Parade 2010. Le groupe joue la chanson le 24 juillet 2014 devant le public.  Le groupe célèbre ses 25 ans d'existence lors d'un concert le 28 décembre 2014. Le concert, enregistré puis sorti en DVD sous le titre 25 Years of Rock and Power, fait participer Doro Pesch, Victor Smolski (ex-Rage), Hannes Braun (Kissin' Dynamite), Andrè Hilgers (ex-Rage, ex-Axxis, Silent Force), Jeanette Scherff (Dawn of Destiny), Lucky Maniatopoulos (Rage), Janni Maniatopoulos (Tri State Corner), et Pitti Hecht (Scorpions).

## Membres

### Membres actuels
- Bernhard Weiß – chant (depuis 1988), guitare (depuis 1989)[1]
- Harry Öllers – clavier (depuis 1990)[1]
- Rob Schomaker – basse (depuis 2004)[1]
- Dirk Brand – batterie (depuis 2012)[1]
- Stefan « Stürmer » Weber – guitare solo (depuis 2015)[1]

### Anciens membres
- Werner Kleinhaus  – basse (1988-1993)[1]
- Richard Michalski – batterie (1988-2003)[1]
- Walter Pietsch – guitare (1988-1998)[1]
- Markus Gfeller – basse (1993-1998)[1]
- Kuno Niemeyer – basse (1998-2004)[1]
- Guido Wehmeyer – guitare (1999-2006)[1]
- André Hilgers – batterie (2004-2008)[1]
- Marco Wriedt – guitare (2007-2015)[1]
- Alex Landenburg – batterie (2008-2011)[1]

## Discographie

### Albums studio
- 1993 : The Big Thrill
- 1995 : Matters of Survival
- 1997 : Voodoo Vibes
- 2000 : Back to the Kingdom
- 2001 : Eyes of Darkness
- 2004 : Time Machine[11]
- 2006 : Paradise in Flames
- 2007 : Doom of Destiny
- 2009 : Utopia[12]
- 2012 : reDISCOver(ed) (reprise)
- 2014 : Kingdom of the Night II (Black Edition)
- 2014 : Kingdom of the Night II (White Edition)
- 2017 : Retrolution
- 2018: Monster Hero

### Albums live et compilations
- 1991 : Access All Areas (Live)
- 1994 : Profile - The Best of Axxis (compilation édition japonaise)
- 1999 : Pure & Rough (web-CD)
- 2006 : Best of Ballads and Acoustic Specials
- 2011 : 20 Years of Axxis: The legendary Anniversary Live Show (coffret DVD et coffret CD)

### Singles et EPs
- 1989 : Kingdom of the Night
- 1989 : Living in a World
- 1989 : Fire and Ice
- 1990 : Tears of the Trees
- 1990 : Ships Are Sailing
- 1990 : Touch the Rainbow
- 1990 : Hold You
- 1990 : Save Me
- 1991 : Little Look Back (live)
- 1993 : Stay don´t Leave Me
- 1993 : Love Doesn´t Know Any Distance
- 1995 : Another Day
- 1997 : Sarajevo

### DVD
- 2011 : 20 Years of Axxis : „The legendary Anniversary Show“ Zeche/Bochum (live)
- 2015 : 25 Years of Rock and Power ; Axxis & friends - a very special show (live)